# Sessvollmoen
Sessvollmoen är en tätort i Ullensakers kommun i Akershus fylke i sydöstra Norge. Orten ligger vid sidan av Europaväg 6, ungefär mitt emellan Oslo flygplats, Gardermoen och tätorten Råholt.